# Kościół Wniebowzięcia Najświętszej Marii Panny w Wabienicach
Kościół Wniebowzięcia Najświętszej Marii Panny w Wabienicach – rzymskokatolicki kościół parafialny parafii Nawiedzenia Najświętszej Maryi Panny należący do dekanatu Oleśnica Wschód archidiecezji wrocławskiej.

## Historia i architektura
Pierwsze wzmianki o kościele pochodzą z XIII w. Gotycka świątynia z XV w., przebudowana została w 2. poł. XVIII w., restaurowana w połowie XIX w. Kościół orientowany, murowany, jednonawowy z wieżą od zachodu, z węższym zakończonym trójbocznie i oskarpowanym prezbiterium, zachował we wnętrzu barokowy ołtarz z początków XVIII w.